# Stereum ostrea
Espèce
Stereum ostrea est une espèce de champignons corticioïdes basidiomycètes de la famille des Stereaceae.